# Frankrikes Grand Prix 1972
Frankrikes Grand Prix 1972 var det sjätte av tolv lopp ingående i formel 1-VM 1972.  

## Resultat
1. Jackie Stewart, Tyrrell-Ford, 9 poäng
2. Emerson Fittipaldi, Lotus-Ford, 6
3. Chris Amon, Matra, 4
4. François Cévert, Tyrrell-Ford, 3
5. Ronnie Peterson, March-Ford, 2
6. Mike Hailwood, Surtees-Ford, 1
7. Denny Hulme, McLaren-Ford
8. Wilson Fittipaldi, Brabham-Ford
9. Brian Redman, McLaren-Ford
10. Graham Hill, Brabham-Ford
11. Jacky Ickx, Ferrari
12. Carlos Reutemann, Brabham-Ford
13. Nanni Galli, Ferrari
14. Andrea de Adamich, Surtees-Ford
15. Jean-Pierre Beltoise, BRM
16. Rolf Stommelen, Eifelland-Ford
17. Tim Schenken, Surtees-Ford
18. Dave Walker, Lotus-Ford (varv 34, bakaxel)
19. Mike Beuttler, Clarke-Mordaunt-Guthrie (March-Ford) (33, bränslebrist)

### Förare som bröt loppet
- Patrick Depailler, Tyrrell-Ford (varv 33, för få varv)
- Reine Wisell, BRM (25, växellåda)
- Carlos Pace, Williams (March-Ford) (18, motor)
- Helmut Marko, BRM (8, kroppsligt)
- Niki Lauda, March-Ford (4, bakaxel)

### Förare som ej startade
- Henri Pescarolo, Williams (March-Ford)
- Howden Ganley, BRM (Bilen kördes av Jean-Pierre Beltoise)
- Peter Gethin, BRM
- Derek Bell, Tecno

### Förare som ej kvalificerade sig
- Dave Charlton, Scuderia Scribante (Lotus-Ford)